# Carl Bonebakker

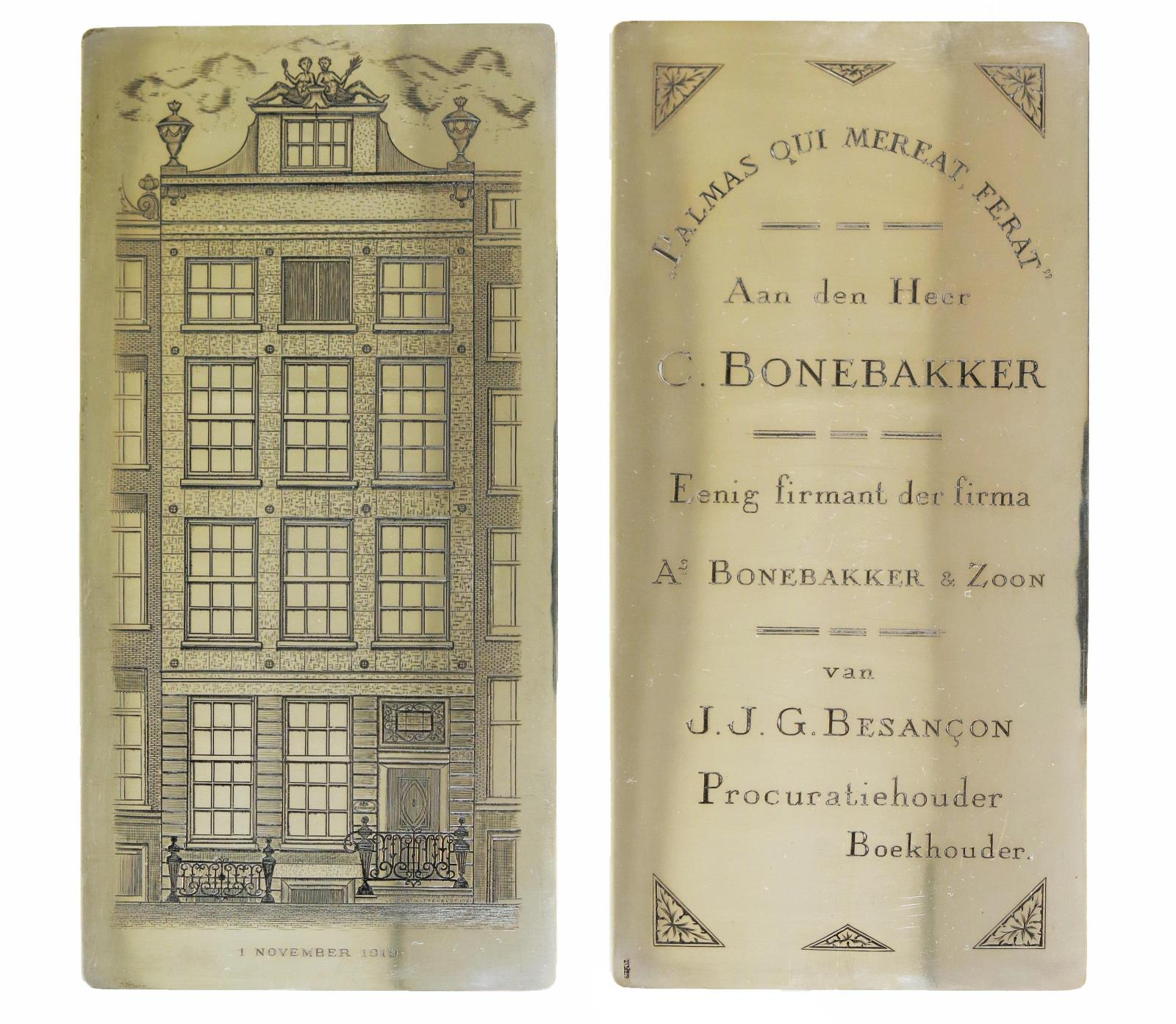
Plaquette van Herengracht 376, aan Carl Bonebakker, enig firmant van de firma, op 1 november 1919 aangeboden door J.J.G. Besançon, procuratiehouder-boekhouder.

Carl Bonebakker (Amsterdam, 23 december 1862 – Bussum, 15 april 1947) was een Nederlandse koopman en firmant van de N.V. Paarlen- en Juwelenhandel As Bonebakker & Zoon in Amsterdam. Hij was een telg uit het patriciërsgeslacht geslacht Bonebakker.

## Biografie
Carl Bonebakker werd geboren als zoon van Willem Christiaan Bonebakker (1827–1906) en Clara Elise Wegelin (1835–1902). In 1899 trouwde hij met Alide Henriëtte Posthumus Meyjes (1873–1945). Ze kregen vijf kinderen: twee dochters en drie zonen, onder wie Carl Bonebakker jr. (1905–1991) en Adrianus Bonebakker (1911–2001).
Bonebakker volgde onderwijs aan de Openbare Handelsschool en de Quellinusschool. Hij woonde aan de Herengracht 250 in Amsterdam. Later verhuisde hij met zijn gezin naar villa Woelwijck aan de Emmalaan 5 in Baarn. Hij overleed in Bussum en werd begraven op begraafplaats Zorgvlied.

## As Bonebakker & Zoon
Het familiebedrijf werd in 1792 opgericht door Adrianus Bonebakker. In 1837 verhuisde de firma naar het grachtenpand Het Witte Paard aan de Herengracht 376. In 1926 werd ook Herengracht 374 erbij getrokken. In 1954 verhuisde de zaak naar Rokin 88–90.
Het bedrijf vervaardigde onder meer:
- De stadssleutels voor koning Lodewijk Napoleon (1806) en keizer Napoleon Bonaparte (1811)
- Een 419-delig zilveren tafelservies voor kroonprins Willem en Anna Pavlovna (1816)
- De koningskroon voor Willem II (1840), die nog altijd wordt gebruikt bij inhuldigingen

Carl trad in de late 19e eeuw toe tot het bedrijf en werd in 1891 samen met zijn neef Willem Gerard Bonebakker firmant. In 1919 trad Willem Gerard terug; in 1923 werd het bedrijf een naamloze vennootschap onder leiding van Carl.
In 1930 vierde hij zijn 50-jarig jubileum bij het bedrijf. Ter gelegenheid daarvan richtte hij de Carl Bonebakker-stichting op, een pensioenfonds voor werknemers. In 1933 werd zijn zoon Carl adjunct-directeur. Op oudejaarsavond 1943 droeg hij de leiding over aan zijn zoons Carl en Adrianus.
Tijdens zijn periode als firmant voerde As Bonebakker & Zoon verschillende prestigieuze opdrachten uit, waaronder een zilveren servies voor de stad Amsterdam (1926) en een voorzittershamer voor de Volkenbond (1932).

## Verdere literatuur en archieven
- Emeis, M.G. (1967). Bonebakker 1792–1967. Amsterdam.
- Van Benthem, Barend J. (2005). De werkmeesters van Bennewitz en Bonebakker. Amsterdams grootzilver uit de eerste helft van de 19de eeuw. Zwolle: Waanders Uitgevers. ISBN 9789040090097.
- Archief As Bonebakker & Zoon, Nederlands Instituut voor Kunstgeschiedenis (RKD).
- Archief As Bonebakker & Zoon, Stadsarchief Amsterdam (inventarisnummer 406).